# Лютеранство

Роза Лютера — эмблема лютеранских церквей

Лютера́нство (лютерани́зм, нем. Luthertum) — одно из наиболее старых протестантских течений в христианстве. С лютеранством связано само возникновение понятия «протестантизм», поскольку именно лютеран стали называть «протестантами» после их протеста в Шпайере. Возникло в результате реформационного движения в Германии в XVI веке, а затем и во время формирования государственных церквей скандинавских стран. Основные принципы вероучения Лютеранской церкви были сформулированы в ходе борьбы Мартина Лютера и его сподвижников против злоупотреблений Католической церкви, с одной стороны, и более радикальных протестантских движений с другой (анабаптизм, кальвинизм, цвинглианство).

## Именование
Впервые термин «лютеране» использовал Иоганн Экк в 1520 году в своей полемике против Лютера и его сторонников. Причём это определение было использовано в уничижительном смысле. Лишь со временем название приобрело нейтральный оттенок. Лютер относился к такому названию отрицательно, в Книге Согласия оно не встречается. Ещё в начале XVII века термин не был общепринятым, теолог Филипп Николаи удивлялся тому, что в Голландии так называли немецких протестантов. Более широко это название стало употребляться только после окончания Тридцатилетней войны. Тем не менее более корректным являются термины «евангелическое христианство» и «евангелические христиане».

## Вероучение
Вероучение (конфессия) исчерпывающе изложено в Книге Согласия. Лютеране относят себя к теистам-тринитариям (Святая Троица) и исповедуют Богочеловеческую природу Иисуса Христа, распятого на кресте, спустившегося в ад, воскресшего и вознёсшегося на небо, чтобы в конце времён прийти вновь для суда над живыми и мёртвыми. Важное место в доктрине занимает концепция первородного греха, который может быть преодолён исключительно действием благодати (Sola Gratia), выражаемой в вере (Sola Fide). Вместе с тем, отрицая роль свободы в спасении, лютеране не отрицают свободы в мирских делах, поэтому они не являются сторонниками предопределения (Бог всё знает, но не всё предопределяет). Главным и единственным критерием правильности веры они считают Библию (Sola Scriptura). В качестве дополнительного авторитета лютеране прибегают к Священному Преданию отцов Церкви и другим традиционным источникам, вовсе не обязательно лютеранским, однако, подчёркивая, что они (как и Книга Согласия) истинны настолько, насколько соответствуют Писанию (Библии), и ни в коем случае не самодостаточны. Такой же критический взгляд применяется и к мнениям богословов, стоявших у истоков исповедания, в том числе и к сочинениям самого Лютера, отношение к которому у лютеран уважительное, но без культа.
Лютеране признают два таинства — крещение и причастие (в то же время Апология Аугсбургского исповедания допускает отнесение к таинствам исповедь и рукоположение, арт. XIII). Посредством крещения люди становятся христианами. В причастии они укрепляются в вере. Особенностью лютеранского причастия внутри западной традиции является то, что потиром причащаются все верующие, а не только священники. Это связано с особым взглядом на Церковь, где священники являются лишь пасторами (проповедниками), то есть, всего лишь особыми профессионалами в своей общине, и ничем не возвышены над мирянами. Между тем Лютеранская церковь возводит своё преемство к апостольским временам. Это преемство понимается не обязательно непосредственно, как, например, в православии, а скорее в духовном смысле. В строгом смысле не обладают статусом таинства: конфирмация, венчание, отпевание и ординация.

## Теология
- Гнесиолютеране
- Лютеранская ортодоксия
- Пиетизм
- Конфессиональное лютеранство
- Либеральная теология
- Диалектическая теология
- Теология креста

## Литургическая практика
Лютеране празднуют литургию как наивысшую Божественную службу, включая исповедь и отпущение грехов, благословениями знаком св. креста, традиционными литургическими песнопениями (Kyrie, Gloria, Sanctus, Agnus Dei).

## Современное состояние
К лютеранству причисляют себя более 85 миллионов человек во всём мире. Однако вследствие географических, исторических и догматических причин лютеранство не представляет собой единую религиозную организацию. Существует несколько крупных лютеранских объединений, весьма сильно отличающихся между собой в догматических и обрядовых вопросах — Всемирная лютеранская федерация, Международный лютеранский совет, Конфессиональная евангелическая лютеранская конференция, а также есть ряд лютеранских деноминаций, не входящих ни в какие объединения. Формально крупнейшей лютеранской деноминацией в настоящее время является Церковь Швеции (около 6,9 миллионов человек). Лютеранство гораздо менее однородно, чем прочие группы церквей, признающих апостольскую преемственность. Собственно в лютеранстве есть и «высокоцерковное» направление, считающее (и небезосновательно) себя реформированными католиками.

### Либеральные деноминации
Либералы, формально составляющие большинство, считают принадлежность к Евангелической церкви доброй традицией. Многие из них не посещают или крайне редко посещают богослужения. В некоторых либеральных общинах иногда проводятся довольно необычные богослужения, например, с присутствием домашних животных (что мотивируется общностью и ценностью всех живых существ). Большинство либеральных деноминаций объединены во Всемирную лютеранскую федерацию. В данное объединение входят в том числе «старые» государственные (или бывшие ранее государственными) Церкви Старого Света. Либеральное направление старается включить в церковь всех людей, невзирая на библейские тексты, буквальное прочтение которых оправдывает исключение из церкви представителей довольно многих слоёв современного общества (наиболее последовательной в этом отношении оказалась Церковь Швеции). В то же время, нельзя сказать, что либералы составляют в ВЛФ большинство, тем не менее они наиболее заметны и влиятельны.

### Конфессиональные деноминации
Конфессиональные лютеране более консервативны, не признают не только женского священства и однополых браков, но даже интеркомьюниона с англиканами и кальвинистами. В своей полемике с либералами они апеллируют к Библии и Книге Согласия. Большинство конфессиональных церквей входят в Международный лютеранский совет. Наиболее консервативные объединены в Конфессиональную евангелическо-лютеранскую конференцию.

### Дискуссионные вопросы
Предметом ожесточённых споров являются такие нововведения либеральных лютеранских деноминаций, как ординация женщин (первым в мире епископом-женщиной стала лютеранка Мария Йепсен) и благословение однополых браков, признаваемых протестантской реформацией светского некровного социального семейного партнёрства, а не формой религиозного одобрения половых извращений. Лютеранский епископ Гуннар Стаалсет подверг критике позицию католиков, которые запрещают пользоваться презервативами.

## Взаимоотношение лютеран с другими конфессиями
Лютеране, как и другие протестанты, подвергались гонениям, осуществлявшимся Католической церковью в период Контрреформации.
В 1999 году представители Всемирной лютеранской федерации и Католической церкви подписали совместную декларацию об оправдании.
Между лютеранскими и реформатскими церквями, подписавшими в 1973 году Лейенбергский конкордат, установлено евхаристическое единство.

## Лютеранство в постсоветских странах

### Лютеранство в России
Лютеранство на территории России появилось ещё в XVI веке, благодаря немецким переселенцам. В 1832 году все течения и организации лютеранства (за исключением собственно Финляндии и Польши) были объединены в Евангелическо-лютеранскую церковь в России (ЕЛЦР), которая получила единый устав, согласно ему, главой церкви являлся российский император, но оговаривалось его невмешательство в религиозные дела.
В советское время церковь к 1938 году была уничтожена. В сентябре 1948 году была зарегистрирована евангелическо-лютеранская община в Латвии, первая в СССР, а затем в Эстонии. В 1980 году насчитывалось около 80 зарегистрированных лютеранских общин. Однако все они были независимы друг от друга, не объединены в церковь.
Во время перестройки государство признало всю Церковь и было необходимо воссоздать структуру управления. Главой новообразованной церкви стал Харальд Калныньш (который ранее долгое время по собственной инициативе посещал общины в России), посвящённый епископом в Риге. Воссозданная церковь получила название «Немецкая Евангелическо-Лютеранская Церковь в Советском Союзе». В 1990 году была создана Консистория (управляющая церковью).
- После распада СССР в большинстве вновь образованных государств возникли формально самостоятельные лютеранские деноминации, которые однако объединились в один союз ЕЛКРАС. Считается, что ЕЛКРАС в основном состоит из церквей немецкой традиции. Однако сегодня нет строгой этнической направленности, хотя некоторые общины получают официальную поддержку и финансирование из Евангелической церкви Германии[источник не указан 4859 дней]. Долгое время ЕЛКРАС не имела единого административно-духовного центра. Сегодня Духовное управление осуществляет архиепископ. Центральное управление находится в Санкт-Петербурге. Административные центры в Москве и Омске.
- В 1992 году от Эстонской Евангелическо-Лютеранской Церкви отделилась Церковь Ингрии[8].
- В 1997 году от Церкви Ингрии отделилась Карельская евангелическо-лютеранская церковь.
- В Сибири длительное время существовала миссия Эстонской Евангелическо-Лютеранской Церкви (ЭЕЛЦ), которая в 2003 году стала самостоятельной Сибирской Евангелическо-Лютеранской Церковью с центром в Новосибирске[9]. Это надэтническая лютеранская церковь, приходы которой расположены как в Восточной, так и Европейской частях России[10].
- Евангелическо-лютеранская церковь Аугсбургского исповедания (ЕЛЦАИ) — лютеранская деноминация, созданная в 2006 году (получила официальную регистрацию в 2007 году). Позиционирует себя как наднациональная церковь. Была создана после отказа Церковью Ингрии и ЕЛКРАС принимать в свой состав новые лютеранские общины, созданные на территории РФ. Многократно проявляла инициативу по объединению с другими лютеранскими церквами, заявляя, что единственная цель её создания — дать возможность юридической регистрации лютеранским общинам, не принимаемым в состав существовавших ранее церквей[11]. ЕЛЦ АИ последовательно налаживает сотрудничество с лютеранскими церквами за пределами Российской Федерации, в частности с лютеранами Германии, Швеции и Финляндии.
- Евангелическо-лютеранская церковь «Согласие» — одна из пяти официально зарегистрированных лютеранских церквей на территории РФ. Образовалась при содействии миссионеров из Синода Висконсина в конце XX века. В 1992 году группа верующих из новосибирского Академгородка пригласила миссионеров для организации Консервативной лютеранской церкви в РФ с центром в Новосибирске. В 1996 году Евангелическо-Лютеранская Церковь «Согласие» становится самостоятельной и входит в международную конференцию наиболее консервативных лютеранских церквей (CELC). Сейчас в церкви имеется четыре прихода, служат три российских пастора и викарий. Председатель Синода — пастор Седельников Аркадий Павлович. Ведущий теолог и профессор Духовной семинарии — пастор Алексей Евгеньевич Ферингер.

### Лютеранство на Украине
Первые лютеране появились на Украине ещё в XVI веке. В дальнейшем верующие данной конфессии принадлежали к имперской Церкви России (за исключением запада страны). Там, на территории, принадлежавшей до 1939 года Польше, возникла Польская лютеранская церковь, возобновившая свою деятельность во вновь образованном государстве после 1994 года. Помимо этого здесь функционирует Немецкая евангелическо-лютеранская церковь Украины (НЕЛЦУ), формально входящая в ЕЛКРАС, но на деле давно самостоятельная. Кроме того, здесь существует Синод евангелическо-лютеранских церквей Украины.

## Распространение
Исторически лютеранство было преобладающей религией в следующих странах и регионах:
- Северные земли Германии (Евангелическая церковь Германии)
- Дания (Церковь Датского Народа)
- Швеция (Церковь Швеции)
- Норвегия (Церковь Норвегии)
- Исландия (Церковь Исландии)
- Фарерские острова (Церковь Фарерских островов)
- Финляндия (Евангелическо-лютеранская церковь Финляндии)
- Эстония (Эстонская евангелическо-лютеранская церковь)
- Латвия (Евангелическо-лютеранская церковь Латвии)
- Ингрия (Евангелическо-лютеранская церковь Ингрии)

## Искусство

### Архитектура

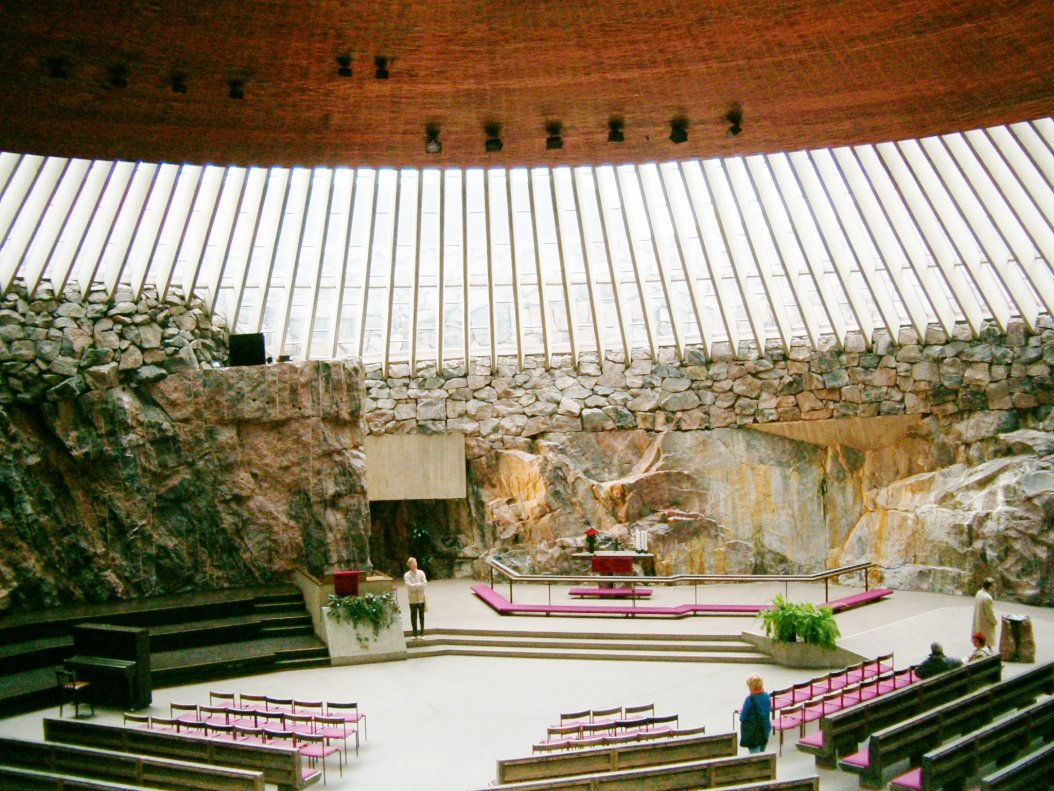
Интерьер финской церкви Темппелиаукио, вырубленной в скале

В отличие от многих протестантских конфессий лютеране большое значению придавали и придают архитектуре, в результате большинство кирх — если не архитектурные шедевры, то достопримечательности населённых пунктов, в которых они находятся. Часть зданий перешла к лютеранам от католиков (правда, далеко не всегда мирным путём), затем строились здания в современных (на момент постройки) стилях — барочном, затем классическом. С конца XIX века очень активно использовался неоготический стиль, позже, в XX веке, построено большое количество церквей в стиле модерн. Само вероучение не налагает никаких ограничений на стиль церковных строений, поэтому, при наличии у заказчика средств и желания, архитектор имеет заметную свободу для творчества.

### Музыка
Для лютеранских богослужебных собраний характерно хоровое исполнение гимнов (в том числе всеми собравшимися, а их может быть несколько тысяч), а также активное использование органной музыки, которая может как сопровождать пение хоралов, так и исполняться отдельно. Один из наиболее известных и плодовитых композиторов, сочинявших музыку для лютеранских собраний — Иоганн Себастьян Бах. В XX и XXI веках стали активно использоваться современные музыкальные стили, в том числе с 2004 года в Финляндии проводятся металлические мессы.

### Живопись

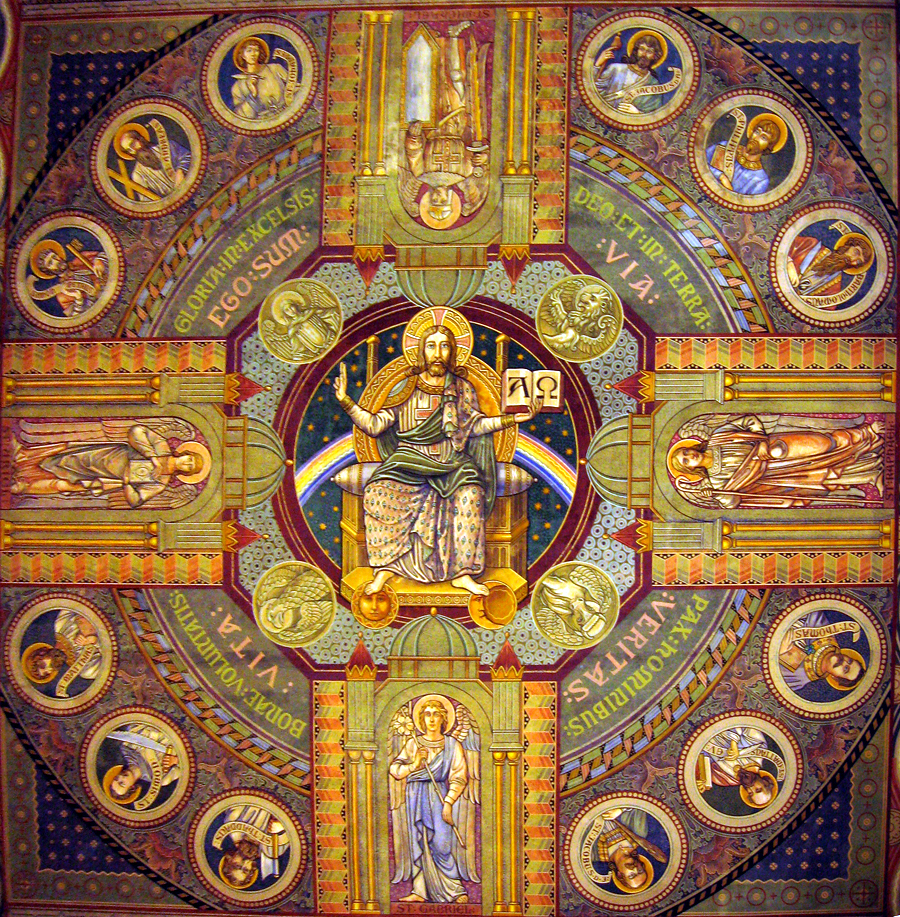
Потолочная мозаика в церкви Вознесения в Иерусалиме

В отличие от кальвинистов, лютеране никогда не отвергали церковную живопись, однако ей не придаётся такого сакрального смысла, как у католиков. Поскольку декору церквей вероучение не придаёт существенного значения, изображения в кирхах часто ограничиваются наличием заалтарной картины или мозаики, могут встречаться витражи. С другой стороны, при желании и возможностях, может быть создано сложное убранство с росписями в самых разных стилях. Так, например, богато украшены Церковь Вознесения в Иерусалиме, Мемориальная церковь Протестации в Шпайере.
Помимо росписи зданий существует портретная лютеранская живопись. Так, внешность многих деятелей Реформации известна по произведениям, созданным в том числе Альбрехтом Дюрером и Лукасом Кранахом Старшим.

### Графика
Данный жанр получил развитие в том числе в связи с необходимостью иллюстрирования печатных книг, в том числе Библии. Подобная тенденция появилась уже в период Реформации, но не прекращалась и в последующие века. Например, в XIX веке немецкий художник-романтик Юлиус Шнорр фон Карольсфельд создал цикл гравюр на различные библейские сюжеты, который активно переиздаётся и в настоящее время.